# Europsko prvenstvo gluhih u rukometu 2000.
Europsko prvenstvo gluhih u rukometu 2000. godine bilo je 7. europsko prvenstvo u športu rukometu za gluhe osobe.
Održalo se je od 19. do 26. travnja 2000. godine u Rumunjskoj u Oradei (Velikom Varadinu).

## Sudionici
Natjecale su se ove reprezentacije: Hrvatska, Njemačka, Rumunjska, Srbija i Crna Gora (onda pod imenom SR Jugoslavije), Danska i Italija.

## Završni poredak
Završni poredak.
| Momčadi |           |
| Zlato   | Hrvatska  |
| Srebro  | Njemačka  |
| Bronca  | Rumunjska |
| 4.      |           |
| 5.      |           |
| 6.      |           |

| Europski prvaci 2000. |
| --------------------- |
| Hrvatska Prvi naslov  |